# 河野常吉

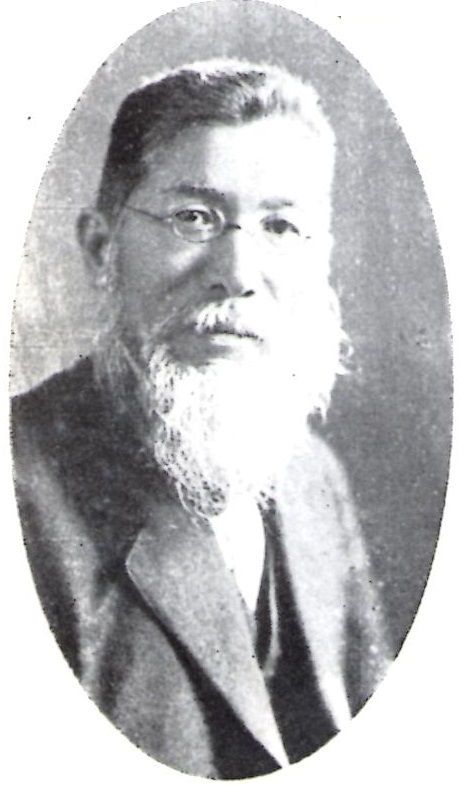
河野常吉

河野 常吉（こうの つねきち、1863年1月11日（文久2年11月22日） - 1930年（昭和5年）9月3日）は、明治大正期の北海道史研究者。河野齢蔵は実弟、アイヌ研究者として名高い河野広道は子、また二女の道子は動物学者犬飼哲夫に嫁ぎ、河野本道は孫に当たる。

## 生涯
信濃国安曇郡犬飼新田村（現・長野県松本市）に河野通重の次男として生まれる。長野県師範学校松本支校を卒業後、1881年に上京し慶應義塾（現・慶應義塾大学）で2年間学んだ後、秋田県の小真木鉱山の分析主任となる。
郷里へもどって養蚕業に従事、『信陽日報』客員として活動、またこのころ自由民権運動にも関係していたといわれる。その後、長野県庁や東京中央気象台に勤務、この間の学歴・職歴のなかで、人文・自然科学の広範な教養を身につけている。
1894年（明治27年）北海道へ移り、北海道庁嘱託となって拓殖行政にかかわるようになる。

## 業績
拓殖状況の現地調査に努め、1898年から1901年の間に、根室国・日高国・釧路国・十勝国・北見国の各国について『北海道殖民状況報文』をまとめた。自然条件・地域の沿革に触れた拓殖状況の報告は、当時をとらえる貴重な資料となっている。
また、『北海道拓殖要覧』『第二拓地殖民要録』『道治一斑』『北海道殖民の進歩』『北海道旧土人』『函館区史』など道庁の拓殖事業関係の刊行書の編纂に業績をあげ、日本原住民コロボックル説を批判する立場で学界論争へ参加するなど史学・考古学・アイヌ研究の分野でも大きな影響力を示した。開道50年記念事業の北海道史編纂事業では編纂主任となった。この時、アイヌとして尋常小学校の教師を務めていた武隈徳三郎を知り、その著書『アイヌ物語』の序文と校訂を担当し、出版にも尽力したとされる。
その後も北海道史跡名勝記念物調査委員、小樽市立図書館長を務め、『小樽市史』や『室蘭市史』の編纂にもかかわった。適切な史料を発掘しての実証的・体系的歴史叙述は高く評価され、またすぐれた道史研究の後継者を育成したことも重要だった。

## 著書

### 単著
- 『北海百人一首』河野常吉、1906年9月。全国書誌番号:41001876。
- 『非コロポックル論』札幌博物学会、1908年2月。全国書誌番号:40055376。
- 『大雪山及石狩川上流探検開発史』大雪山調査会、1926年8月。全国書誌番号:43051690。
- 『物語北海道史』 明治時代編、北海道出版企画センター〈北海道ライブラリー 13〉、1978年6月。全国書誌番号:78027208。
- 『河野常吉ノート』 考古篇 1（北海道先史時代遺跡）、北海道出版企画センター、1981年9月。全国書誌番号:20681667。
- 『河野常吉ノート』 考古篇 2（北海道先史時代遺物）、北海道出版企画センター、1983年1月。全国書誌番号:20681672。
- 『『啓明会』往復書翰』河野本道選、北海道出版企画センター〈アイヌ史資料集 第2期 第7巻 河野常吉資料編 1ノ2〉、1984年10月。全国書誌番号:85029889。
- 『留萌市海のふるさと館「郷土史料集」』 第2輯、留萌市海のふるさと館、1996年3月。全国書誌番号:96067036。

### 編集
- 『北海道旧土人』北海道、1911年7月。全国書誌番号:41001876。
- 『国産振興博覧会 北海道歴史館陳列品解説』西村印刷所、1926年8月。全国書誌番号:22210891。
- 『札幌昔日譚』北海道郷土研究資料〈北海道郷土研究資料 2〉、1959年9月。全国書誌番号:63007398。
- 『さっぽろの昔話』 明治編 上、みやま書房〈ふるさとシリーズ 5〉、1978年2月。全国書誌番号:78029661。
- 『さっぽろの昔話』 明治編 下、みやま書房〈ふるさとシリーズ 6〉、1978年3月。全国書誌番号:78029662。
- 『アイヌ聞取書』河野本道選、北海道出版企画センター〈アイヌ史資料集 第2期 第7巻 河野常吉資料編 1ノ1〉、1984年10月。全国書誌番号:85029889。
- 『アイヌ関係新聞記事』河野本道選、北海道出版企画センター〈アイヌ史資料集 第2期 第7巻 河野常吉資料編 1ノ3〉、1984年10月。全国書誌番号:85029889。

### 編著
- 『北海道史人名字彙』 上 あ～そ、北海道出版企画センター、1979年11月。全国書誌番号:81019257。
- 『北海道史人名字彙』 下 た～わ、北海道出版企画センター、1979年11月。全国書誌番号:81019257。

### 校訂
- 武隈徳三郎『アイヌ物語』富貴堂書房、1918年7月。全国書誌番号:43026249。

### 著作集
- 『考古学・民俗誌編』北海道出版企画センター〈河野常吉著作集 1〉、1974年12月。全国書誌番号:73017649。
- 『北海道史編 1』北海道出版企画センター〈河野常吉著作集 2〉、1975年6月。全国書誌番号:73017650。
- 『北海道史編 2』北海道出版企画センター〈河野常吉著作集 3〉、1975年11月。全国書誌番号:73017651。
- 『北海道史』北海道出版企画センター〈河野常吉著作集 別巻1〉、1975年1月。全国書誌番号:73013448。
- 『北海道殖民状況報文 日高国』北海道出版企画センター〈河野常吉著作集 別巻2〉、1975年9月。全国書誌番号:73012304。
- 『北海道殖民状況報文 十勝国』北海道出版企画センター〈河野常吉著作集 別巻2〉、1975年9月。全国書誌番号:73012304。
- 『北海道殖民状況報文 釧路国』北海道出版企画センター〈河野常吉著作集 別巻2〉、1975年9月。全国書誌番号:73012304。
- 『北海道殖民状況報文 北見国』北海道出版企画センター〈河野常吉著作集 別巻2〉、1975年9月。全国書誌番号:73012304。
- 『北海道殖民状況報文 根室国』北海道出版企画センター〈河野常吉著作集 別巻2〉、1975年9月。全国書誌番号:73012304。